# Vladimir Genin

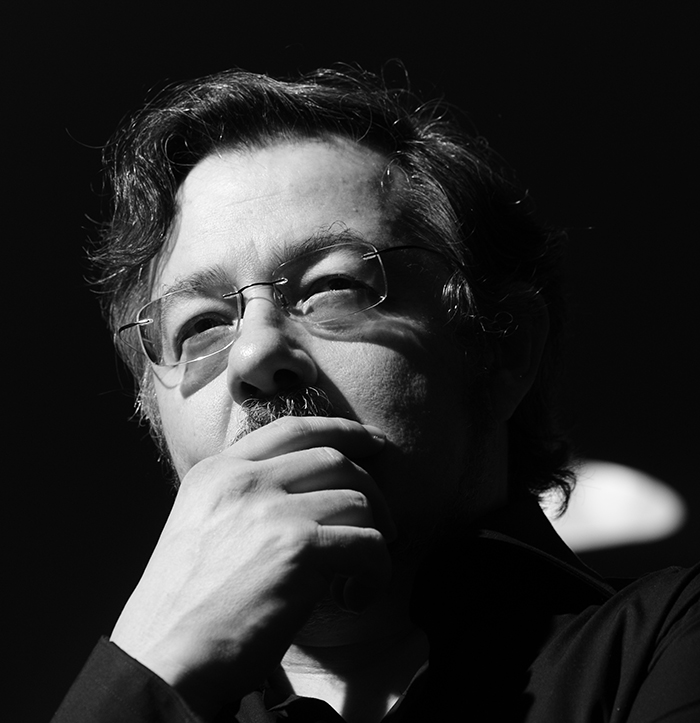
Vladimir Genin (2011)

Vladimir Genin (russisch Владимир Миха́йлович Генин/Wladimir Michailowitsch Genin; * 31. März 1958 in Moskau, Sowjetunion) ist ein russisch-deutscher Komponist, Pianist und Musikpädagoge. Seit 1997 lebt er in München.

## Leben
Vladimir Genin wuchs in einer Künstlerfamilie in Moskau auf. Sein Vater, Michail Genin, war Schriftsteller und Musiker, seine Mutter die Musikpädagogin Elena Spinel. Sein Großvater, Jossif Spinel, war Maler und Bühnenbildner und wirkte unter anderem bei den Filmen Iwan der Schreckliche und Alexander Newski von Sergej Eisenstein mit.
1977/78 studierte er an der Staatlichen Pädagogischen Universität Klavier bei Aliza Kezeradze, danach am Moskauer Staatlichen Tschaikowski-Konservatorium in der Komposition bei Roman Ledenev und Klavier bei Kljachko und erhielt 1983 ein Abschlussdiplom mit Auszeichnung. Seine kompositorische Entwicklung wurde durch die langjährige Freundschaft mit Georgi Sviridov beeinflusst, der ein bedeutender Komponist und Schüler von Dmitri Schostakowitsch war.
Er komponiert Werke für Sinfonieorchester, Kammerensembles und Chöre, die in Europa, Russland und in den USA aufgeführt werden, darunter das Sinfonieorchester des Mariinsky Operntheaters St. Petersburg und Rotterdams Philharmonic Orchestra unter Valery Gergiev, Grazer Philharmoniker und Orchestra del Teatro Comunale di Bologna unter Oksana Lyniv, das Sinfonieorchester der Moskauer Operntheaters „Neue Oper“, The Menuhin Academy Soloists Schweiz.
Musikverlage in Deutschland und Russland publizieren seine Werke, darunter Sikorski Music Publishers, Hamburg; Verlag Neue Musik, Berlin; Ries & Erler, Berlin; Wolfgang Haas Classic Cologne, Köln; Enter Media Publishing, München; Musikverlag Kompozitor, Moskau.
Er arbeitete mit renommierten Orchestern und Ensembles wie dem Mariinsky-Theater-Orchester, dem Rotterdamer Philharmonischen Orchester, den Graz Philharmoniker, dem Orchester des Teatro Comunale di Bologna, INSO Lviv, der Kyiv Camerata, den Menuhin Academy Soloists und dem Boulez Ensemble Berlin. Genin dirigierte seine Werke in vielen wichtigen Konzertsälen weltweit, darunter die Berliner Philharmonie, Münchener Philharmonie, Concertgebouw Amsterdam und das Pierre-Boulez-Saal in Berlin.
Seine Werke wurden bei internationalen Festivals wie dem Pietrasanta in Concerto (Italien), dem International Review of Composers in Belgrad (Serbien), dem Internationalen Festival Moskauer Herbst, dem MozArt Lviv, dem Contrasts, dem Internationalen Gori Chorfestival (Georgien), dem Musikfest der Münchner Gesellschaft für Neue Musik und dem Hohenloher Kultursommer aufgeführt.
Das Mysterienspiel Klage um Andrei Bogolubski, den Großen Fürsten von Vladimir wurde während der Feier zum Millennium des Christentums in Russland und bei einer Konzerttournee in den USA aufgeführt und erlebte seitdem über 70 Darbietungen. Über 20.000 Exemplare dieses Werks wurden auf Schallplatten und CDs verkauft.
Aufführungen seiner Orchestrierungen der Vokalzyklen von Modest Mussorgski Lieder und Tänze des Todes und Ohne Sonne im Auftrag vom Bariton Dmitri Hvorostovsky fanden unter der Leitung von Valery Gergiev in St. Petersburg (Sinfonieorchester des Kirov-Mariinsky-Theaters), Rotterdam und Brüssel (Rotterdams Philharmoniker) statt.
Der Spielfilm Der Brief des Kosmonauten (D, 2001) mit Originalmusik Genins wurde im Kino präsentiert und von Premiere TV ausgestrahlt. Die Suite aus der Filmmusik wurde von Camerata Nova im Carl-Orff-Saal der Münchner Philharmonie unter der Leitung von Vladimir Genin und bei der Nacht der Filmmusik vom Münchner Rundfunkorchester unter Frank Zacher im Großen Konzertsaal der Münchner Musikhochschule aufgeführt.
Im Auftrag von der Musikbibliothek Sonoton (Creative Sound Solutions, München) komponierte er 2001 zusammen mit Roman Raithel sechs Stücke für Kammerensemble, die auf der CD „Abstract Images“ herausgegeben und seitdem als Hintergrundmusik von Fernsehsendern in Europa, Australien, Japan und den USA ausgestrahlt wurden.
Der für die Pianistin Olga Domnina komponierte Klavierzyklus Seven Melodies for the Dial (Sieben Melodien für das Zifferblatt) wurde 2012 von Challenge Records International (Niederlande) auf einer CD veröffentlicht, die für eine positive Kritik gesorgt hat. Ein Blick in den Pressespiegel verrät den Erfolg der Aufführungen von diesem Zyklus in Concertgebouw Amsterdam, in dem Internationalen Haus der Musik Moskau und im Moskauer Stanislavski Musik Theater.
Eine neue CD von Vladimir Genin mit dem großen Vokalzyklus Les Fleurs du Mal, inspiriert von Charles Baudelaire, wurde im Januar 2015 vom Portal MusicWeb International zur CD des Monats ernannt.
Malafemmina, or Awful Beauty Tragedia Buffa (Oper in zwei Akten) wurde 2013 im Auftrag von einem anonymen Mäzen der Künste komponiert.
Die 2019 in Auftrag komponierte Kammeroper Das Knabenherz von Pyrmont wurde 2020 als Filmoper auf DVD veröffentlicht und 2021 in Bad Pyrmont uraufgeführt.
Ein multimediales Projekt von Vladimir Genin zusammen mit dem Nodelman-Quartett Threnody for the Victims in Ukraine (Trauergebet für die Opfer in der Ukraine) zum Gedenktag an die Toten der Proteste auf dem Kiewer Majdan-Platz im Februar 2014 (Euromajdan) hat für eine große Aufmerksamkeit in Deutschland gesorgt.
Außerdem orchestrierte Genin gelegentlich Filmpartituren für deutsche Filmkomponisten, wie zu dem ZDF-Zweiteiler „Die Pilgerin“ (2014), zu den Kinofilmen „Insoupçonnable“ (Schweiz/Frankreich 2010), „Lippels Traum“ (D 2009).
Seit 2015 arbeitet Genin eng mit dem ukrainischen Geiger Valeriy Sokolov zusammen. In seinem Auftrag wurden Sonate für Violine und Klavier (2015) und Kammerkonzert „Pietà“ (2017) geschaffen.
2022 - 2023 gewann Genin (zusammen mit dem deutschen Filmemacher Stefan Nacke) zahlreiche Preise bei den International Music Video Awards "Best Jazz Track", "Best Music Video" "Best Musical Short Film" für die Filme Dreams, Punto Coronata, Coronata In Blue und Ukrainian Madonna.
Zu den jüngsten Uraufführungen von Vladimir Genins Musik gehören seine beiden Opern nach Texten von R.M. Rilke, Alkestis und Orpheus. Eurydike. Hermes im Pierre-Boulez-Saal in Berlin (2023), Passacaglia in Yellow-Blue mit Orchestra del Teatro Comunale Bologna in Auditorium Teatro Manzoni Bologna und Teatro Claudio Abbado Ferrara (2023) unter der Leitung von Oksana Lyniv, und Akkordeonkonzert in der Berliner Philharmonie (2024), von Marko Ševarlić interpretiert.
The New Grove Dictionary of Music and Musicians widmete einen Artikel dem Schaffen von Vladimir Genin.

## Schaffen

### Musikalische Werke (Auswahl)
ALKESIS Mini-Monooper 2015
ORPHEUS. EURYDIKE. HERMES Mini-Monooper 2017
DAS KNABENHERZ VON PYRMONT Triller-Opera, Kammeroper in 5 Bildern 2019
PIETÀ Kammerkonzert für Violine und Streichorchester Valery Sokolov gewidmet 2016
PASSACAGLIA IN YELLOW-BLUE for orchestra 2021
CONCERTO for accordion and string orchestra 2018
EPITAPHIUM for orchestra 2018
MALAFEMMINA, OR AWFUL BEAUTY Tragedia Buffa, Opera in two acts 2013
GeBeeth for orchestra Homage to L.v.Beethoven on his 250th Anniversary 2019
Russian Roulette A Game of Hazard for Symphony Orchestra 2014
Liturgisches Konzert für Klavier und Sinfonieorchester 2011
Diptych für Klavier und Sinfonieorchester 2010
Sinfonietta für Streicher 2010
Suite aus der Filmmusik Der Brief des Kosmonauten für Orchester 2002
Threnody for the Victims in Ukraine für Streicher 2015
Bach is all around für Streicher 2009
Deux pantomimes plastiques avec Intermede Triptych für Violine und Klavier 2003
Sonate für Violine und Klavier Valery Sokolov gewidmet 2014
Poeme für Viola und Klavier 1986
Fantasie nach Temen aus der Oper „Boris Godunov“ von Modest Mussorgski für Klavierquartett 1998
Polowetzer Tänze aus der Oper „Fürst Igor“ von Alexander Borodin für Klavierquartett 1998
Seven Melodies for the Dial, Piano cycle 2011
The Plaint of Andrei Bogolubski, Great Prince of Vladimir Misterienspiel für Solisten und Chor 1987
Confession of St. Augustine Kantate für Sprecher, Solisten und Chor 1990
Les Fleurs du Mal Twelve Songs and Dances for Soprano, Violin, Viola, Cello & Piano inspired by Charles-Pierre Baudelaire 2013
Transport of Elements / Nachdichtung Vokalzyklus zu den Texten von B. Pasternak, M. Zwetajewa und R. M. Rilke (in Englisch, Deutsch und Russisch) 2010
Letzte Augenblicke Sieben Lieder für Sopran, Cello und Klavier zu den Texten von Xenia Evangelista (in Deutsch) 2006
Kammermusik (verschiedene Besetzungen)